# Lissonota atra
Lissonota atra là một loài tò vò trong họ Ichneumonidae.